# ناحیه لا هارپ، شهرستان هنکاک، ایلینوی
ناحیه لا هارپ (به انگلیسی: La Harpe Township) یک منطقهٔ مسکونی در ایالات متحده آمریکا است که در شهرستان هنکاک، ایلینوی واقع شده‌است. ناحیه لا هارپ ۲۰۷ متر بالاتر از سطح دریا واقع شده‌است.